# Gerhard Pleiß
Gerhard Pleiß (Remscheid, 20 aprile 1915 – Rostov sul Don, 17 novembre 1941) è stato un militare tedesco, ufficiale delle Waffen-SS durante la seconda guerra mondiale.